# Nemeritis similis
Nemeritis similis är en stekelart som beskrevs av Horstmann 1975. Nemeritis similis ingår i släktet Nemeritis och familjen brokparasitsteklar. Inga underarter finns listade i Catalogue of Life.